# Rainer Bucher
 Rainer Bucher  (* 2. Oktober 1956 in Nürnberg) ist ein deutscher, römisch-katholischer Pastoraltheologe. 

## Leben
Rainer Bucher wuchs in Herzogenaurach und Bayreuth auf. Er studierte an den Universitäten Freiburg im Breisgau und Würzburg römisch-katholische Theologie und Germanistik. 1986 promovierte er bei Elmar Klinger in Würzburg mit einer fundamentaltheologischen Arbeit über das Spätwerk Friedrich Nietzsches. 
Von 1986 bis 1990 war er Akademischer Rat am Lehrstuhl für Kirchengeschichte und Patrologie an der Universität Bamberg. 1990 wechselte er zur Bischöflichen Studienförderung Cusanuswerk in Bonn, wo er ab 1994 die stellvertretende Leitung innehatte. 1996 habilitierte er sich bei Ottmar Fuchs in Bamberg für Pastoraltheologie. 1999 nahm er eine Lehrstuhlvertretung für Pastoraltheologie und Kerygmatik an der Universität Bamberg wahr. 
Von Januar 2000 bis Oktober 2022 war er Universitätsprofessor und Vorstand des Instituts für Pastoraltheologie und Pastoralpsychologie an der Universität Graz. Zu seinen Forschungsschwerpunkten zählen die Konstitutionsprobleme der katholischen Kirche in entwickelten kapitalistischen Gesellschaften, Grundlagenprobleme der Pastoraltheologie nach der „pastoralen Wende“ des II. Vatikanums sowie die Pastoral- und Theologiegeschichte des 20. Jahrhunderts. 
2015 zählte er zu den Mitbegründern des Theologischen Feuilletons feinschwarz.net. 
2021 erschien zu seinem 65. Geburtstag die von Maria Elisabeth Aigner, Christian Bauer, Birgit Hoyer, Michael Schüßler und Hildegard Wustmans herausgegebene Festschrift Weiter gehen. Eine Roadmap ins Offene im Echter Verlag, Würzburg.
Seit Dezember 2024 betreibt er den theologischen Podcast dieseseineleben.

## Schriften
Als Autor:
- Der Christ als Mensch in der Öffentlichkeit. Zum Kulturbegriff Herman Schells. Echter, Würzburg 1983.
- Nietzsches Mensch und Nietzsches Gott. Das Spätwerk als philosophisch-theologisches Programm (= Würzburger Studien zur Fundamentaltheologie. Bd. 1). Lang, Frankfurt am Main 1986; 2., ergänzte Auflage 1993.
- Kirchenbildung in der Moderne (= Praktische Theologie heute. Bd. 37). Kohlhammer, Stuttgart 1998.
- Die Provokation der Krise. Zwölf Fragen und Antworten zur Lage der Kirche. Echter, Würzburg 2004; 2., verbesserte Auflage 2005.
- Hitlers Theologie. Echter, Würzburg 2008 (engl.: Hitler’s Theology. Translated by Rebecca Pohl, with an Introduction by Michael Hoelzl, London/New York 2011).
- Mich hat an der Theologie immer das Extreme interessiert. Elmar Klinger befragt von Rainer Bucher. Echter, Würzburg 2009.
- Es geht nichts verloren. Ottmar Fuchs im Gespräch mit Rainer Bucher und Rainer Krockauer. Echter, Würzburg 2010.
- Theologie im Risiko der Gegenwart. Studien zur kenotischen Existenz der Pastoraltheologie zwischen Universität, Kirche und Gesellschaft (= Praktische Theologie heute. Bd. 105). Kohlhammer, Stuttgart 2010.
- Priester des Volkes Gottes: Gefährdungen – Grundlagen – Perspektiven. Echter, Würzburg 2010.
- Wenn nichts bleibt, wie es war. Zur prekären Zukunft der katholischen Kirche. Echter, 3. Auflage Würzburg 2017.
- An neuen Orten. Studien zu den aktuellen Konstitutionsproblemen der deutschen und österreichischen katholischen Kirche, Würzburg 2015
- Christentum im Kapitalismus. Wider die gewinnorientierte Verwaltung der Welt, Echter Verlag, Würzburg 2019, ISBN 978-3-429-05028-3.[2]
- Es ist nicht gleichgültig, an welchen Gott man glaubt. Theologisch-biographische Notizen. Echter, Würzburg 2022.

Als Herausgeber:
- mit Ottmar Fuchs, Joachim Kügler: In Würde leben. Interdisziplinäre Studien zu Ehren von Ernst Ludwig Grasmück. Ed. Exodus, Luzern 1998.
- mit Rainer Krockauer: Institution und Prophetie, Aktuelle Reflexionen über ein Prinzip kirchlicher Identität (= Werkstatt Theologie. Bd. 1). Lit, Münster 2004.
- mit Rainer Krockauer: Macht und Gnade. Untersuchungen zu einem konstitutiven Spannungsfeld der Pastoral (= Werkstatt Theologie. Bd. 4). Lit, Münster 2005.
- mit Doris Nauer, Franz Weber: Praktische Theologie (= Praktische Theologie heute. Bd. 74). Kohlhammer, Stuttgart 2005.
- mit Rainer Krockauer: Pastoral und Politik. Erkundungen eines unausweichlichen Auftrags (= Werkstatt Theologie. Bd. 7). Lit, Münster 2006.
- mit Rainer Krockauer: Gott. Eine pastoraltheologische Annäherung (= Werkstatt Theologie. Bd. 10). Lit, Münster 2007.
- mit Johann Pock: Klerus und Pastoral (= Werkstatt Theologie. Bd. 14). Lit, Wien/Berlin 2010.
- mit Maria Elisabeth Aigner, Ingrid Hable, Hans-Walter Ruckenbauer: Räume des Aufatmens. Pastoralpsychologie im Risiko der Anerkennung. Festschrift zu Ehren von Karl Heinz Ladenhauf (= Werkstatt Theologie. Bd. 17). Lit, Berlin 2010.
- mit Renate Oxenknecht-Witzsch: Was fehlt? Leerstellen der katholischen Theologie in spätmodernen Zeiten: ein Experiment. Echter, Würzburg 2014.
- Pastoral im Kapitalismus Echter, Würzburg 2020
- mit Maria Elisabeth Aigner, Tanja Grabovac und Valeryia Saulevich: Gendersensible Pastoraltheologie. Diverse Geschlechterrealitäten auf dem Prüfstand, Tyrolia, Innsbruck 2021